# Uckerfelde
Uckerfelde [uːkɐˈfɛldə] ist eine Gemeinde im brandenburgischen Landkreis Uckermark im Nordosten Deutschlands. Sie gehört dem Amt Gramzow an.

## Geografie
Die uckermärkische Gemeinde Uckerfelde liegt südöstlich der Kreisstadt Prenzlau in einem Grundmoränengebiet, das sich zwischen den parallel verlaufenden Tälern der Ucker und Randow ausbreitet. Die seenreiche Umgebung ist durch intensive Landwirtschaft und viele Windenergieanlagen gekennzeichnet. Die höchsten Erhebungen innerhalb der Gemeindegrenzen bilden der Hohe Berg und der Bollenberg mit 104 bzw. 103 m ü. NHN.

## Gemeindegliederung
Zur Gemeinde Uckerfelde gehören die Ortsteile Bertikow, Bietikow, Falkenwalde und Hohengüstow sowie die Wohnplätze Kleinow, Neu-Kleinow und Weselitz. Darüber hinaus gibt es die Siedlung Mattheshöhe.

## Geschichte
Der Fundplatz Falkenwalde liegt im Gemeindegebiet.
Bertikows Dorfgeschichte lässt sich laut einer Urkunde bis 1243 zurückverfolgen, etwa 30 Jahre früher erfolgte die erste urkundliche Erwähnung des Dorfes Bietikow unter dem Namen Bitcowe.

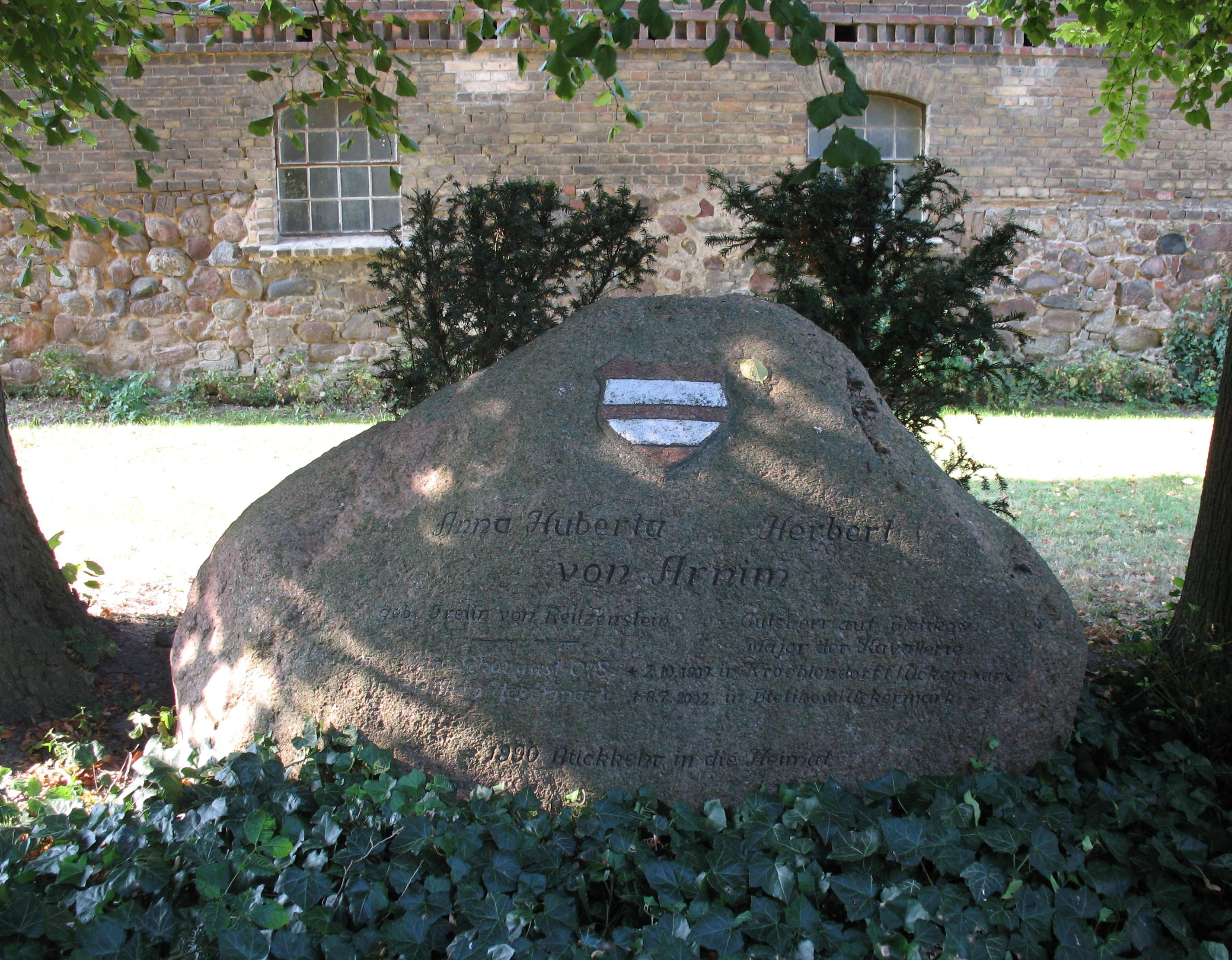
Von-Arnim-Grabstein

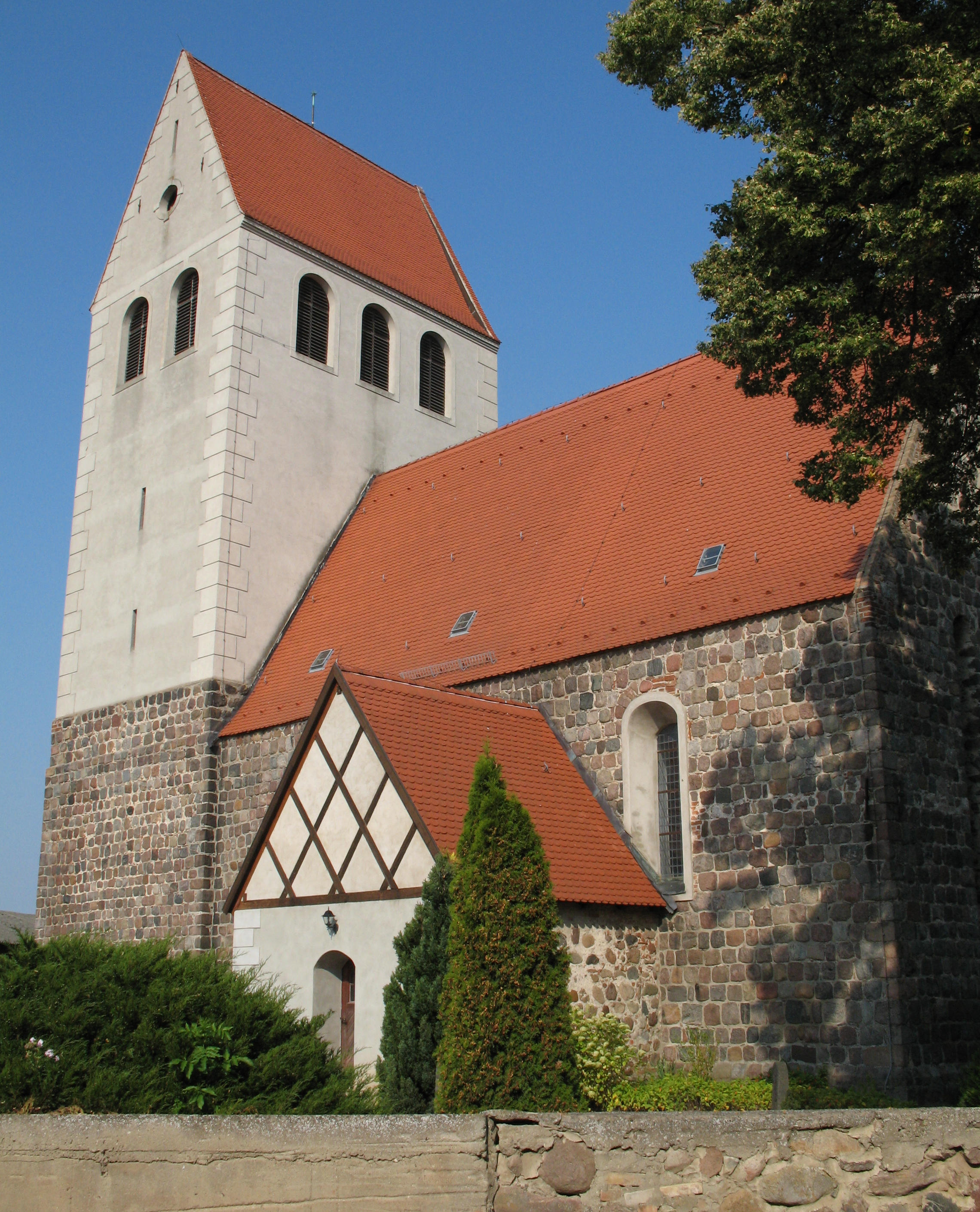
Kirche in Bietikow

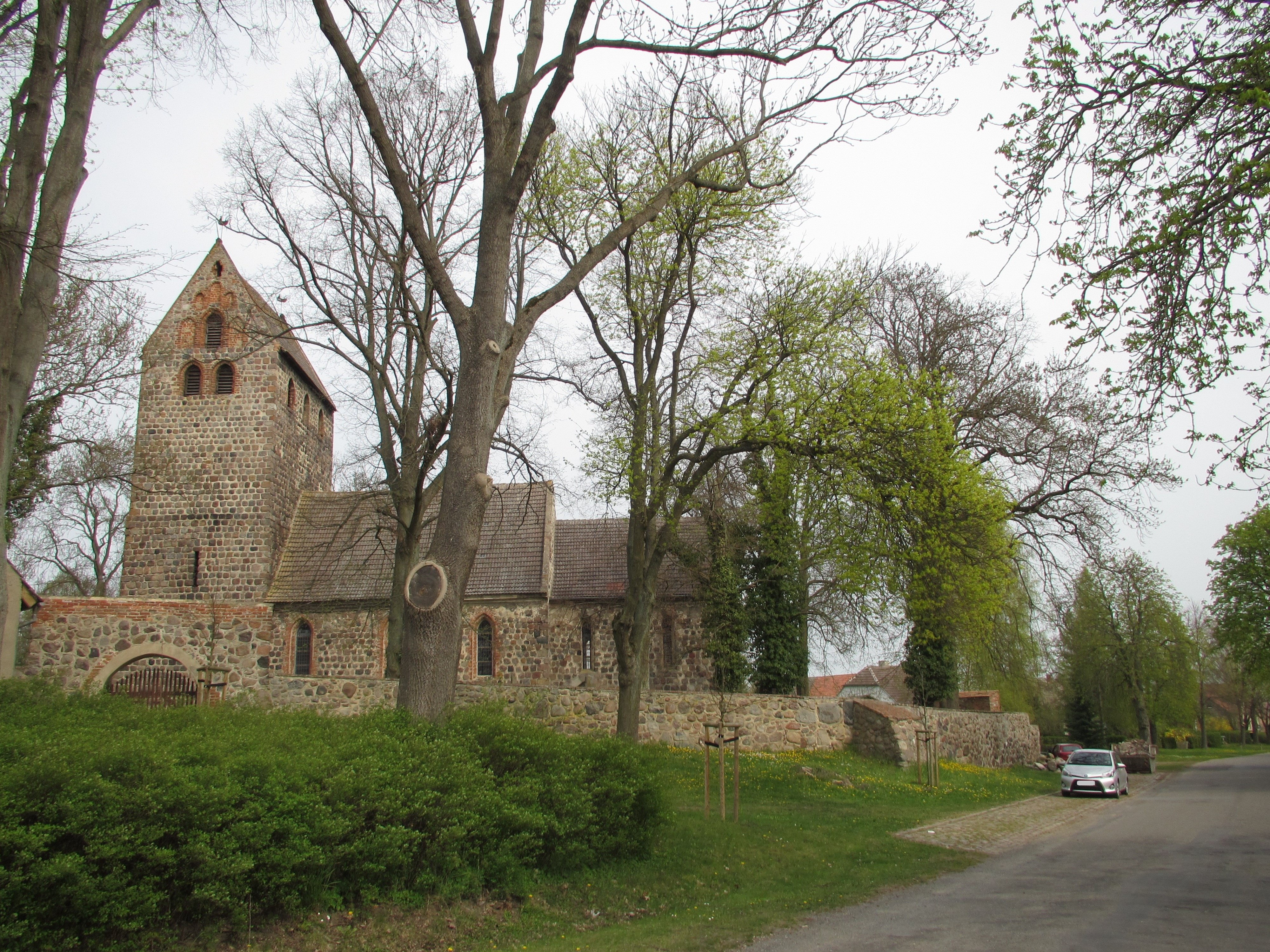
Kirche Falkenwalde

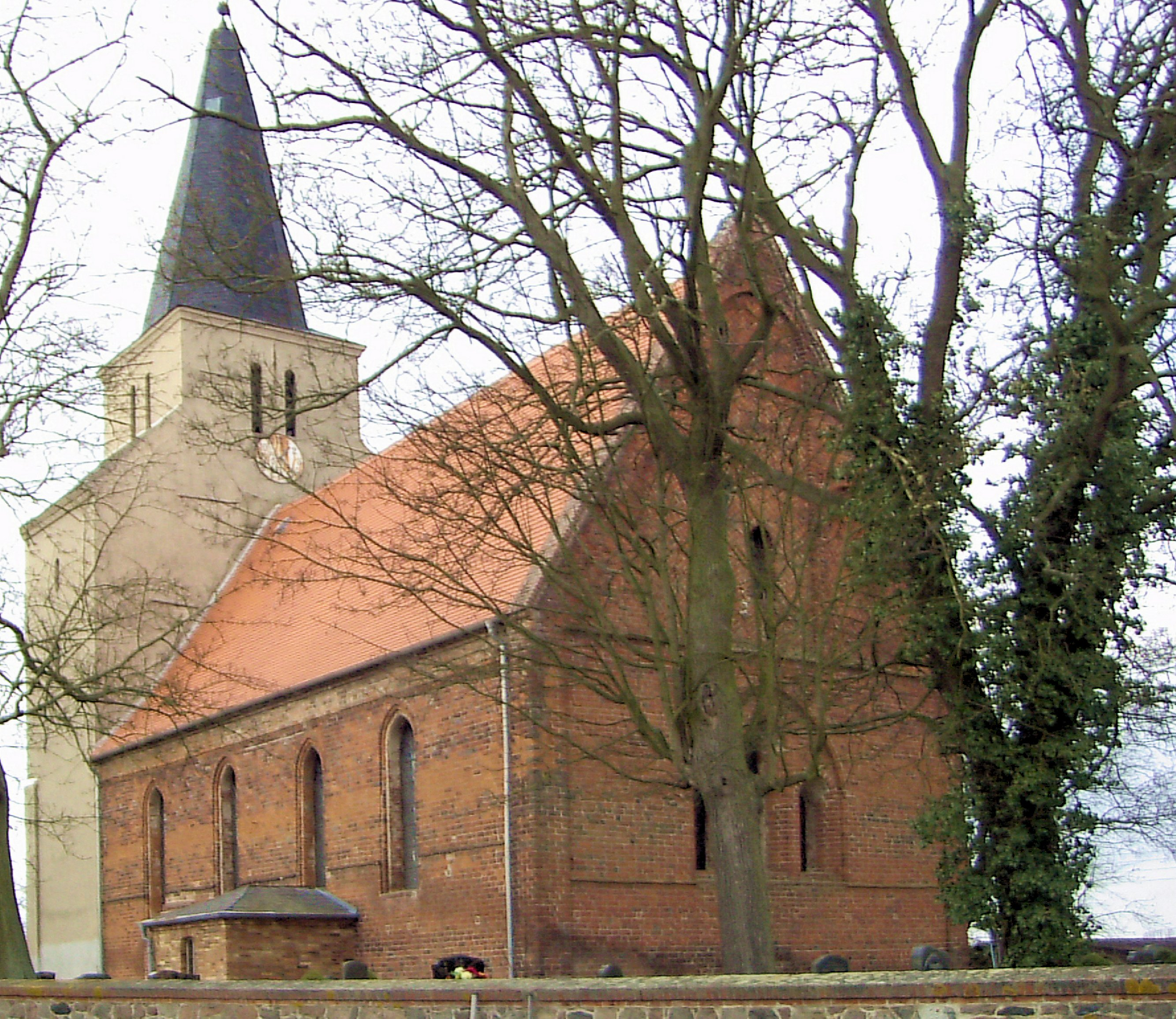
Backsteinkirche in Hohengüstow

Der Ort Bietikow, Ortsteil der Gemeinde Uckerfelde, wurde im Jahre 1214 unter „Bitcowe“ erstmals urkundlich erwähnt. Zuvor gab es eine slawische Siedlung am Haussee. Bodenfunde belegen eine Siedlungsgeschichte in den Epochen seit der Jungsteinzeit. Während der deutschen Kolonisation wurde Bietikow als Angerdorf angelegt. Besitz am Ort hatten im Mittelalter um 1375 die von Blankenburg, von Eickstedt sowie das Kloster Seehausen, dessen Anteil nach der Klosterauflösung 1543 zum Amt Gramzow kam. Aus freien Flächen entstand um 1424 das Rittergut derer von Arnim, die bis 1650 in Besitz des ganzen Dorfes gelangten. Das Gut wurde 1945 enteignet und das Land im Zuge der Bodenreform an Neubauern und Umsiedler vergeben. Die Ländereien werden heute wieder von der Familie von Arnim bewirtschaftet.
Für 1573 sind ein Schulze, ein Schmied und ein Hirte im Dorf überliefert, 1775 gab es eine Schäferei, 17 Bauern und 42 Feuerstellen. Im Jahr 1900 wurden vier Bauern, fünf Landeigentümer, ein Schmied, ein Lehrer und ein Chausseeaufseher gezählt. Nach 1945 fanden in Bietikow 37 landlose sowie landarme Bauern und Umsiedler eine neue Heimat.
Der heutige Ortsteil Falkenwalde – ursprünglich als Angerdorf angelegt – wurde 1375 erstmals urkundlich erwähnt.
Das Dorf Hohengüstow hieß bis um 1900 Güstrow, es taucht zum ersten Mal 1365 in einer Urkunde auf. In den 1930er Jahren wurde der östliche Teil Hohengüstows aufgesiedelt, hier schufen sich etwa 15 Familien aus dem süddeutschen Raum neue Existenzen.
Verwaltungsgeschichte
Bertikow und Hohengüstow gehörten seit 1817 zum Kreis Angermünde, Bietikow und Falkenwalde zum Kreis Prenzlau in der preußischen Provinz Brandenburg. 1952 wurden die vier Orte in den Kreis Prenzlau im DDR-Bezirk Neubrandenburg eingegliedert. Seit 1993 liegen sie im brandenburgischen Landkreis Uckermark.
Die Gemeinde Uckerfelde entstand am 31. Dezember 2001 aus dem Zusammenschluss der bis dahin selbstständigen Gemeinden Bertikow, Bietikow, Falkenwalde und Hohengüstow.

## Bevölkerungsentwicklung
| Jahr | Einwohner |
| ---- | --------- |
| 2001 | 1 126     |
| 2005 | 1 089     |
| 2010 | 1 053     |
| 2015 | 0 948     |
| 2020 | 0 968     |

| Jahr | Einwohner |
| ---- | --------- |
| 2021 | 970       |
| 2022 | 984       |
| 2023 | 971       |
| 2024 | 962       |

Gebietsstand des jeweiligen Jahres, Einwohnerzahl: Stand 31. Dezember, ab 2011 auf Basis des Zensus 2011, ab 2022 auf Basis des Zensus 2022

## Politik

### Gemeindevertretung
Die Gemeindevertretung von Uckerfelde besteht aus zehn Gemeindevertretern und dem ehrenamtlichen Bürgermeister. Die Kommunalwahl am 26. Mai 2019 führte zu folgendem Ergebnis:
| Partei / Wählergruppe                     | Stimmenanteil | Sitze |
| ----------------------------------------- | ------------- | ----- |
| Wählergruppe Uckerfelde-Bietikow-Bertikow | 45,6 %        | 4     |
| Wählergruppe Hohengüstow                  | 20,3 %        | 2     |
| Wählergruppe Wir für die Bürger           | 16,5 %        | 2     |
| Einzelbewerber Peter Gerhardt             | 11,7 %        | 1     |
| AfD                                       | 06,0 %        | 1     |

### Bürgermeister
- 2003–2014: Manfred Endrunat[9]
- 2014–2019: Jörg Mach[10]
- seit 2019: Peter Gerhardt[11]

Gerhardt wurde in der Bürgermeisterwahl am 9. Juni 2024 gegen den AfD-Kandidaten mit 73,6 % der gültigen Stimmen für eine weitere Amtszeit von fünf Jahren wiedergewählt.

## Sehenswürdigkeiten
In der Liste der Baudenkmale in Uckerfelde stehen die in der Denkmalliste des Landes Brandenburg eingetragenen Baudenkmale.
- Dorfkirche Falkenwalde (gotischer Feldsteinbau mit Wandmalereien aus der Vorreformationszeit)
- Backsteinkirche Hohengüstow
- Feldsteinkirche im Ortsteil Bertikow

## Wirtschaft und Infrastruktur
Die Landwirtschaft ist nach wie vor prägend im gesamten Gemeindegebiet. An der Autobahn-Anschlussstelle nahe dem Ortsteil Hohengüstow arbeitet eine Autobahnmeisterei.
Im Ortsteil Bertikow befindet sich das Kraftwerk Uckermark, ein Verbund von Windkraftanlagen und einem Biomassekraftwerk.
Verkehr
Die B 198 (Prenzlau–Angermünde) führt durch die Ortsteile Bietikow und Hohengüstow und führt zur Autobahnanschlussstelle Gramzow an der A 11 (Berlin–Stettin). Das Autobahndreieck Kreuz Uckermark (A 11, A 20, B 166) liegt teilweise auf dem Gemeindegebiet Uckerfeldes.
Der nächste Bahnanschluss liegt im etwa zehn Kilometer entfernten Prenzlau. Die Kreisbahn Schönermark–Damme mit dem Haltepunkt Kleinow wurde am 30. Juni 1997 stillgelegt.

## Persönlichkeiten
- Johann Siegfried Hufnagel (1724–1795), Pfarrer und Schmetterlingskundler, geboren in Falkenwalde
- Carl Otto von Arnim (1747–1798), Landrat und Gutsbesitzer in Bietikow
- Walther Graef (1875–1939), Verleger und Politiker (DNVP), geboren in Bertikow